# Czas honoru
Czas honoru – polski serial telewizyjny o tematyce wojennej i historycznej, emitowany od 7 września 2008 do 23 listopada 2014 w TVP2 i uhonorowany szeregiem nagród.

## Charakterystyka
Osią fabuły serialu jest historia żołnierzy Związku Walki Zbrojnej/Armii Krajowej/Delegatury Sił Zbrojnych – powszechnie określanych jako cichociemni. Serial inspirowany historią polskich dywersantów, którzy w czasie II wojny światowej przechodzili w Anglii szkolenia, by wrócić do okupowanej przez Niemców Polski z misją konspiracyjnej walki o niepodległość. Serial porusza też zmagania niemieckiego wywiadu i kontrwywiadu wojskowego Abwehry, i nazistowskiej służby bezpieczeństwa Reichsführera SS (SD), a także tajnej policji państwowej (Gestapo) z Oddziałem II Komendy Głównej Związku Walki Zbrojnej/Armii Krajowej i infiltrację ZWZ/AK przez niemieckie służby wywiadowcze (Abwehra i SD). Dodatkowo zaznaczona jest działalność sowieckiego wywiadu wojskowego GRU i sowieckich organów NKWD.
Do 2014 powstało sześć 13-odcinkowych serii oraz jedna 12-odcinkowa. Akcja serii I, II i III rozgrywa się wiosną, latem i jesienią 1941 roku. Akcja serii IV toczy się od kwietnia do czerwca 1944 roku. Miejscem akcji jest Warszawa, w tym getto warszawskie, a także tereny Generalnego Gubernatorstwa, Anglii, Włoch i III Rzeszy. Akcja serii V toczy się w końcowym okresie II wojny światowej i tuż po jej zakończeniu, od kwietnia do lipca 1945 roku na terenie Polski Ludowej, Czechosłowacji i Niemiec Zachodnich w strefie amerykańskiej podczas okupacji alianckiej. Akcja VI serii toczy się nadal w Polsce, a ponadto w Monachium i Londynie. Akcja w seriach od I do VI jest chronologicznym rozwojem fabuły. Taka prawidłowość została zmieniona w serii VII, która w zamierzeniu ukazuje wydarzenia z powstania warszawskiego w 1944 – chronologicznie, więc, znajduje się między IV a V serią.

## Nawiązania historyczne

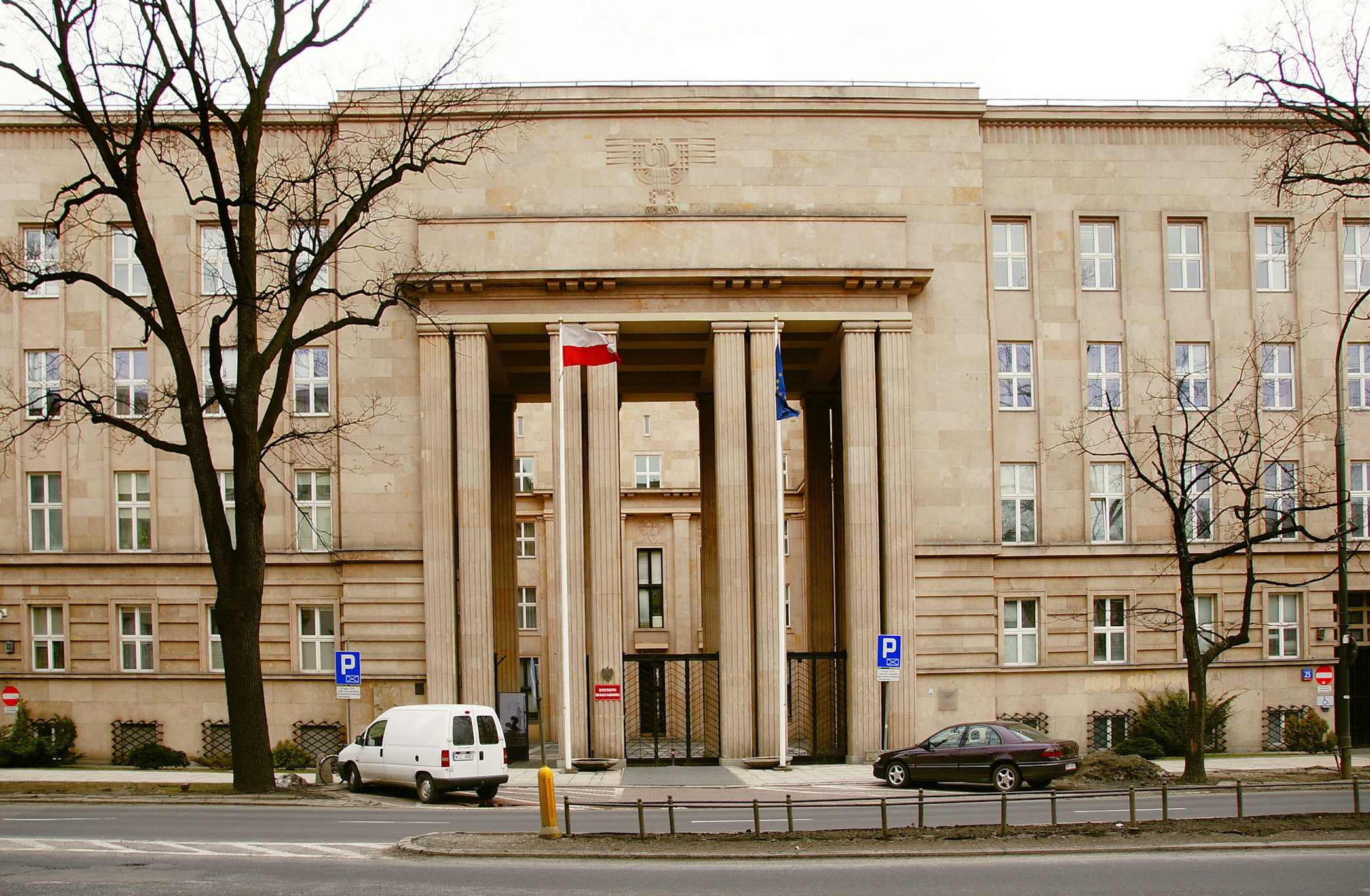
Gmach Ministerstwa Wyznań Religijnych i Oświecenia Publicznego w al. J.Ch. Szucha 25, podczas okupacji siedziba warszawskiego Gestapo. Ujęcie budynku wielokrotnie pokazywane w serialu

W fabule serialu wykorzystano wydarzenia historyczne, związane m.in. z działalnością oddziałów ZWZ/AK:
- Zamach zespołu bojowego „ZOM” na Igo Syma, dyrektora „Theater der Stadt Warschau” (przedwojenny „Teatr Polski”) i kierownika kina Nur für Deutsche „Helgoland” (przedwojenne „Palladium”);
- Zbrodnia w Palmirach – niemieckie represje na ludności polskiej m.in. w zemście za likwidację Igo Syma;
- „Akcja NW” – likwidacja kierownictwa Nadwywiadu Rządu Londyńskiego, tj. grupy wywiadowczej stworzonej przez Abwehrę i Gestapo w celu infiltracji Armii Krajowej[4];
- Rozbicie oddziału „Osa”-„Kosa 30” – wielka wsypa kilkudziesięciu członków oddziału „Osa”-„Kosa” AK podczas ślubu jednego z polskich żołnierzy AK w kościele św. Aleksandra na placu Trzech Krzyży w Warszawie (w serialu niedoszły ślub Janka i Leny w odc. 27);
- Akcja Koppe – nieudany zamach KG AK w Krakowie na SS-Obergruppenführera Wilhelma Koppe. Została przedstawiona w odcinku 34 Zamach jako nieudany zamach na Larsa Rainera.
- „Afera Hotelu Polskiego” – prowokacja gestapo mająca na celu ograbienie i wymordowanie Żydów pod pozorem umożliwienia im zakupu dokumentów uprawniających do opuszczenia Generalnego Gubernatorstwa i emigracji do Palestyny lub państw neutralnych;
- „Akcja Góral”, podczas której oddział dyspozycyjny Kedywu KG AK „Motor” uprowadził samochód bankowy z pieniędzmi o wartości 105 mln złotych. Przedstawiona w 26 odcinku serialu pt. „Reichsbank”[5];
- „Akcja w Celestynowie”, podczas której oddział dyspozycyjny KG AK „Motor” odbił 49 więźniów przewożonych transportem kolejowym do KL Auschwitz;
- Most III – akcja przechwycenia elementów pocisku V-2 z poligonu wojskowego SS Heidelager w Pustkowie koło Dębicy;
- Zamach bombowy na dworcu kolejowym Friedrichstraße w Berlinie – zamach bombowy grupy dywersyjnej AK „Zagra-Lin” na dworcu kolejowym Friedrichstraße w Berlinie;
- „Akcja Kutschera” – udany zamach żołnierzy harcerskiego oddziału „Agat” AK na Franza Kutscherę, dowódcę SS i Policji na Dystrykt Warszawski Generalnego Gubernatorstwa. Pokazana w odcinku 41 W pułapce jako zamach na Petera Klausa Schoebbla.
- „Oflag VII A Murnau” – niemiecki obóz jeniecki (Oflag) dla oficerów polskich podczas II wojny światowej, ulokowany w Bawarii w mieście Murnau am Staffelsee, oswobodzony 29 kwietnia 1945 przez jeden z oddziałów amerykańskiej 12 Dywizji Pancernej gen. mjr. Rodericka R. Allena.
- „Pawiak” – największe niemieckie więzienie w Generalnym Gubernatorstwie znajdujące się przy ulicy Pawiej w Warszawie. Pojawia się wielokrotnie w serialu szczególnie w II serii. Tytuł „Strzały na Pawiaku” nosi 22. odcinek Czasu Honoru. Ukazana w filmie scena zmuszania więźniów do gimnastyki na gorącym żużlu miała miejsce naprawdę i była przedmiotem rozprawy w powojennym procesie SS-Standartenführera Ludwiga Hahna i strażnika więziennego z Pawiaka SS-Rottenführera Thomasa Wippenbecka.
- Porwanie szesnastu przywódców Polski Podziemnej, w tym generała Leopolda Okulickiego, wicepremiera Jana Stanisława Jankowskiego i przewodniczącego RJN Kazimierza Pużaka, przez funkcjonariuszy NKWD pod dowództwem pułkownika Pimienowa, z Pruszkowa do Moskwy w dniach 27–28 marca 1945.
- Rozmowy z katem – kpt. Kazimierz Moczarski, szef BIP (od października 1944 do stycznia 1945), aresztowany 11 sierpnia 1945 i osadzony w więzieniu mokotowskim, był przetrzymywany w jednej celi z SS-Gruppenführerem Jürgenem Stroopem od 2 marca do 11 listopada 1949. Pokazane w serii V, gdy Michał Konarski był osadzony przez UB w celi z Larsem Rainerem.
- Sprawa Ludwika Kalksteina, pseudonim Hanka, podporucznika ZWZ/AK, który po aresztowaniu przez gestapo i groźbą torturowania matki został agentem 97. W czasie powstania warszawskiego walczył w szeregach SS. Pokazana w serii VI i VII jako dzieje Antoniego Karkowskiego.
- Powstanie warszawskie – w tym jego poszczególne epizody, takie jak: zdobycie magazynów Waffen-SS przy Stawkach, uwolnienie 348 Żydów z obozu KL Warschau przy ul. Gęsiej („Gęsiówka”), egzekucje w „dzielnicy policyjnej”, rzeź Woli, pacyfikacja Ochoty, obrona Starego Miasta, wypędzanie mieszkańców Warszawy do obozu przejściowego w Pruszkowie, obóz przejściowy w kościele św. Wojciecha na Woli, przebicie do Śródmieścia, walki o przyczółek czerniakowski, śmierć całego plutonu żandarmerii AK w Śródmieściu w kamienicy trafionej pociskiem artyleryjskim.

Przedstawiona w serialu postać polskiego boksera o nazwisku Franciszek Szymulski nawiązuje do prawdziwej postaci, którą był Franciszek Szymura – znakomity pięściarz wagi półciężkiej, wielokrotny reprezentant Polski, dwukrotny srebrny medalista Mistrzostw Europy w Boksie – Mediolan 1937 i ME w Boksie – Dublin 1939.
W serialu pojawił się pułkownik Brodowicz nawiązujący do prawdziwej postaci podpułkownika Wacława Berki o pseudonimie Brodowicz, który w latach 1939–1942 był szefem II oddziału Komendy Głównej SPZ/ZWZ/AK.

## Plenery
Realizację serialu prowadzono w różnych miejscach:
- Warszawa: Rynek Nowego Miasta, Krakowskie Przedmieście, ul. Nowy Świat, ul. Środkowa, ul. Śniegockiej, ul. Oboźna, ul. Fredry, ul. Bednarska, dawny Szpital Weterynarii przy ul. Grochowskiej, Park Skaryszewski, Fabryka Wódek Koneser przy ul. Ząbkowskiej, Politechnika Warszawska, pl. Powstańców Warszawy, ul. Stalowa (w roli getta warszawskiego), fotoplastikon[6], Narodowy Instytut Zdrowia Publicznego – Państwowy Zakład Higieny;
- Podkowa Leśna (Muzeum Iwaszkiewiczów „Stawisko”);
- Piaseczno (hala wagonowni Piaseczyńskiej Kolei Wąskotorowej);
- Skierniewice (parowozownia);
- Konstancin-Jeziorna (Stara Papiernia);
- Milanówek (wille: Emanów, Waleria i Turczynek);
- Nowy Dwór Mazowiecki (twierdza Modlin);
- Kampinoski Park Narodowy;
- Płock (Stocznia Rzeczna);
- Pałac Radziwiłłów w Jadwisinie (szósta seria);
- Walim (dawne Zakłady Przemysłu Lniarskiego);
- Świebodzice (ruiny fabryki Silena);
- Moskwa (Mauzoleum Lenina, jedna scena w V sezonie).

## Odcinki
| Seria | Seria           | Liczba odcinków | Czas emisji                         |
| ----- | --------------- | --------------- | ----------------------------------- |
|       | I               | 13              | 7 września 2008 – 30 listopada 2008 |
|       | II              | 13              | 13 września 2009 – 6 grudnia 2009   |
|       | III             | 13              | 19 września 2010 – 12 grudnia 2010  |
|       | IV              | 13              | 4 września 2011 – 27 listopada 2011 |
|       | V               | 13              | 2 września 2012 – 25 listopada 2012 |
|       | VI              | 13              | 1 września 2013 – 24 listopada 2013 |
|       | VII – Powstanie | 12              | 7 września 2014 – 23 listopada 2014 |

## Obsada
Role główne
| Jan Wieczorkowski  | Władek Konarski      | porucznik / kapitan Wojska Polskiego      | główna | główna | główna | główna | główna | główna | główna |        |        |        |        |        |        |
| Maciej Zakościelny | Bronek Woyciechowski | porucznik / kapitan Wojska Polskiego      | główna | główna | główna | główna | główna | główna | główna |        |        |        |        |        |        |
| Antoni Pawlicki    | Janek Markiewicz     | podporucznik / porucznik Wojska Polskiego | główna | główna | główna | główna | główna |        | główna | główna | główna | główna | główna | główna | główna |
| Jakub Wesołowski   | Michał Konarski      | podporucznik / porucznik Wojska Polskiego | główna | główna | główna | główna | główna | główna | główna |        |        |        |        |        |        |
| Krystian Wieczorek | Martin Halbe         | major Abwehry                             | główna | główna | główna |        |        |        |        |        |        |        |        |        |        |
| Piotr Adamczyk     | Lars Rainer          | SS-Obersturmbannführer, szef Gestapo      |        | główna | główna | główna | główna | główna | główna | główna |        |        |        |        |        |
| Jan Englert        | Czesław Konarski     | major Wojska Polskiego                    | główna |        |        |        |        |        |        |        |        |        |        |        |        |

### Charakterystyka postaci

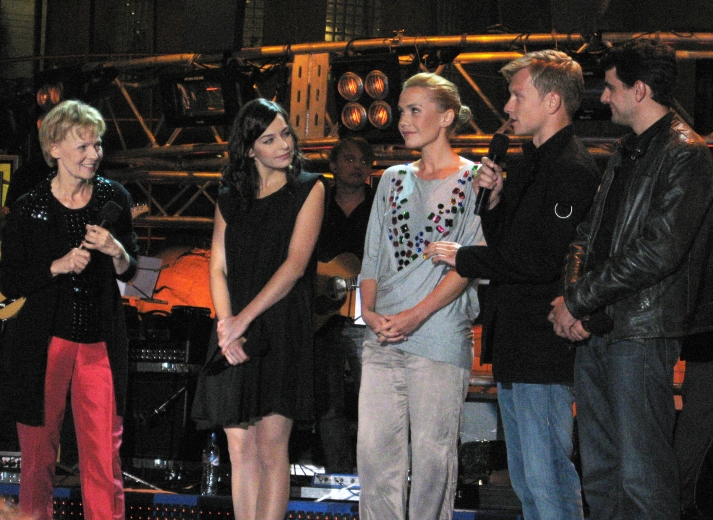
Odtwórcy ról w serialu: Ewa Wencel, Agnieszka Więdłocha, Olga Bołądź, Jakub Wesołowski, Antoni Pawlicki (2009)

- Władek Konarski „Ryszard”, „Kmicic” – porucznik Wojska Polskiego, Urodzony w 1910, syn Czesława i Marii, starszy brat Michała. Przed wojną oficer zawodowy WP, w wolnych chwilach bokser. W czasie okupacji działa w podziemiu, przeprowadza akcje partyzanckie. W drugim sezonie poznaje Rudą i zostają parą. W 1944 awansowany na kapitana. Od 1945 dowodzi oddziałem partyzanckim Żołnierzy Wyklętych w Puszczy Kampinoskiej (nazywanym przez NKWD „psami Kmicica”).
- Bronek Woyciechowski „Czarny” – porucznik Wojska Polskiego, narzeczony Wandy Ryszkowskiej. Urodzony w 1914. Przed wojną oficer rezerwy. Najpierw był egzekutorem w ZWZ, później pracował z przyjaciółmi w oddziale specjalnym. W 1944 awansowany na kapitana (w VI serii konsekwentnie tytułowany porucznikiem). W 1945 prowadzi dalszą walkę w szeregach Delegatury Sił Zbrojnych na Kraj. W 1946 wysłany z Londynu do Polski z misją zabicia dawnego konfidenta Gestapo, Antoniego Karkowskiego.
- Janek Marian Markiewicz „Roman” – podporucznik Wojska Polskiego, brat Stanisława (współpracownika komunistów), mąż Leny Sajkowskiej, ojciec Jasia. Urodzony w 1920. Przed wojną student architektury. W podziemiu działa przy wytwarzaniu fałszywych dokumentów, członek oddziału dowodzonego przez „Doktora”, później „Krawca”. Awansowany w 1944 na porucznika. Po powstaniu trafił do obozu, następnie powrócił do Warszawy szukając zaginionych żony i dziecka. Zwodzony i obserwowany przez UB w końcu odnalazł dwoje bliskich. Zginął zastrzelony przez Leona Wasilewskiego.
- Michał Konarski „Szary” – podporucznik Wojska Polskiego, syn Czesława i Marii, młodszy brat Władka. Od brata dostaje przezwisko „Guzik”, które przyjmuje się w oddziale jako pseudonim z powodu jego częstego używania, jednak nie jest to pseudonim konspiracyjny. Przed wojną studiował medycynę. Awansowany w 1944 na porucznika. Często zachowuje się impulsywnie, nieodpowiedzialnie, ma słabość do pięknych kobiet. Był zaręczony z Karoliną Osmańską (IV sezon), ponadto mocno uczuciowo związany z Celiną (sezon II, III, V i VI) oraz z Hanią (I i II sezon). W 1944 roku walczył podczas powstania warszawskiego z bratem na przyczółku czerniakowskim. Po wojnie nie złożył broni i działał jako partyzant. W 1946 wysłany do Polski przez organizację „Polska Niepodległa” znajdującą się w Monachium.
- Wiktoria Rudnicka „Ruda” – narzeczona Władka, obserwatorka i egzekutorka w ramach AK. Uczestniczka powstania warszawskiego, walczyła w plutonie Władka. Po wojnie działająca jako partyzant w oddziale leśnym ukochanego. W 5 serii próbowała zemścić się na mordercy swojego ojca, a w efekcie sama została postrzelona. Zabrana ze szpitala została przewieziona do więzienia NKWD. Została odbita dzięki podstępowi ukochanego i przyjaciół. W 6 sezonie zostaje aresztowana przez UB i skazana na karę śmierci, jednak zostaje odbita przez Władka i jego oddział.
- Celina Dłużewska – narzeczona Krzysztofa, działającego w AK, następnie zabitego. Współpracowała z Michałem. Następnie została jego dziewczyną. Kilka dni przed wybuchem powstania została postrzelona i trafiła do szpitala. Po jego zbombardowaniu przez Niemców zaopiekował się nią Heinrich Pabst. W 6 serii została postrzelona przez Antoniego Karkowskiego i zmarła na rękach ukochanego Michała.
- Wanda Ryszkowska (ur. 23 V 1918) – aktorka teatralna występująca w teatrze Ateneum, córka Heleny i Kazimierza, była żona Karola i narzeczona Bronka (od VI żona). Więziona na Pawiaku, przebywała na robotach przymusowych u Niemców. Mimo sprzeciwu Bronka i swojej mamy wzięła udział w powstaniu jako sanitariuszka. Po zbombardowaniu szpitala w którym pomagała przeleżała kilka godzin pod stosem trupów. Uratowana przez „Twardego” i jego ojca. W 6 serii wydana przez Tolę i aresztowana przez UB za współpracę z Gestapo (przepisywanie grypsów dla Karola Ryszkowskiego).
- Lena Sajkowska-Markiewicz – wnuczka Żyda, córka Sabiny i Leona, siostra Romka, matka Jasia, żona Janka. Podczas okupacji wraz z rodziną skierowana przez Niemców do warszawskiego getta. Kurierka AK. Kiedy w 4 serii sprawdzała Osmańską została aresztowana i osadzona na Pawiaku. Była wówczas w zaawansowanej ciąży i tam urodziła synka. Kilka dni przed powstaniem została wykupiona z więzienia przez Romka i Janka. Cudem przeżyła powstanie warszawskie. Po wojnie zamieszkała z Leonem Wasilewskim, który później zabił jej męża.
- Antek – młody chłopak działający w konspiracji. Był w szeregu cywili podczas egzekucji, udaje mu się jednak przeżyć, ciężko ranny zabija kilku Niemców i trafia do szpitala. Potem musiał zostać z niego przewieziony i mieszkał z Wandą. Wstąpił do oddziału głównych bohaterów, początkowo nie budził ich sympatii i zaufania wobec siebie. Brał udział w wydarzeniach takich jak odbicie Władka czy napadu na ReichsBank. Został zabity nożem przez Sorokina podczas próby likwidacji Karola Ryszkowskiego.
- Lars Rainer – szef gestapo w Warszawie. Były nadinspektor Interpolu. SS-Obersturmbannführer (podpułkownik SS). Zastąpił Kellera na tym stanowisku. Współpracował z majorem Halbe, chcieli doprowadzić do końca istnienia polskiego podziemia, jednak nieudolnie. Przeniesiony później do Salonik, w 1944 znów do Warszawy przez gubernatora Fischera. Razem ze swoim przyjacielem Wilhelmem Brehmem prowadził śledztwo, które pogrążało Fischera, dotyczące okradania przez gubernatora III Rzeszy. W czasie powstania warszawskiego, chcąc znaleźć się jak najdalej od zbrodni popełnianych przez von Hackela i jego podwładnych, zostaje komendantem obozu przejściowego. Po wojnie, dzięki archiwum AK, trafił do amerykańskiej niewoli. W 1946 agent OSS w Polsce. W 78 odcinku odzyskał część swoich pieniędzy i uciekł prawdopodobnie do Argentyny. Uwielbia Wagnera i tortury o poranku.
- Czesław Konarski – przed wojną rotmistrz Wojska Polskiego, podczas wojny major, ojciec Michała i Władka oraz ich bezpośredni przełożony. Po przybyciu do Warszawy, nadzorował działalność konspiracyjną Michała. Podczas akcji odbicia Władka śmiertelnie postrzelony. Pochowany pod zmienionym nazwiskiem. Pośmiertnie odznaczony Krzyżem Walecznych.
- Maria Konarska – lekarz-nefrolog, matka Władka i Michała, żona Czesława, pracowała w Szpitalu Miejskim nr 2 im. Świętego Ducha. W 1944 tymczasowo opiekowała się matką gubernatora. Więźniarka na Majdanku.
- Helena Dobrzyńska – matka Wandy, w okresie okupacji zleceniodawczyni prac domowych. Przez jakiś czas, w 1941 roku, pracowała w kawiarni, nie wiedząc, że jest ona pod nadzorem niemieckim oraz sprzątała u majora Halbe. Podczas powstania warszawskiego najpierw ukrywała się wraz z Leną i jej dzieckiem w piwnicy, potem trafiły na Zieleniak, następnie do Kościoła św. Wojciecha na Woli, po czym Helenę wywieziono z obozu. Uciekła z transportu i znalazła się w Kampinosie, a później w Warszawie. W 1945 pracuje w ministerstwie. W 1946 otwiera bar mleczny, gdzie zatrudnia mieszkającą u niej Tolę. Zostaje wydana przez nią UB.
- Martin Halbe – major Abwehry. Jest kobieciarzem. Gwarantuje Karolowi Ryszkowskiemu, że jeśli zacznie z nim pracować, to uratuje jego siostrę z Auschwitz-Birkenau. Zabił swojego przyjaciela Gerda Kellera. Współpracował z Larsem Rainerem. W serii III został oficerem łącznikowym agenta „Tadeusza”. Zginął z rąk Polaków w restauracji „Eden”.
- Karol Ryszkowski – przed 1937 był kapitanem wywiadu II Rzeczypospolitej i mężem aktorki Wandy Ryszkowskiej, która zostawiła go dla Bronka. Ze służby zwolniony dyscyplinarnie za pijaństwo i rozpowszechnianie pornografii dziecięcej. W 1941 dołączył do ZWZ, schwytany przez Niemców miał być rozstrzelany, ale powołał się na znajomość z Martinem Halbe. Zmuszony do współpracy z Abwehrą pod pretekstem ratowania życia swojej siostry. Gdy zorientował się, że ona nie żyje, zerwał z nimi kontakt i próbował zbiec na Węgry. W serii III został członkiem oddziału komunisty Sorokina. Po wojnie został kapitanem UB, za cenę życia pomógł kilka razy Bronkowi. Po pożegnaniu z Wandą popełnił samobójstwo, które jednak równie dobrze mogło być jego mistyfikacją, a on sam wyjechał w rzeczywistości za granicę. Odznaczony Brązowym Krzyżem Zasługi.
- Leon Abracham Sajkowski – profesor akademicki, razem z rodziną został osiedlony w getcie. Pod pretekstem wyjazdu do Palestyny z żoną został zwabiony w pułapkę zastawioną przez Niemców i zastrzelony w odcinku „Wieczór w Edenie”.
- Romek Jehuda Sajkowski – brat Leny, syn Sabiny i Leona. Współpracownik AK. Po likwidacji getta został wywieziony do obozu, z którego udało mu się uciec. Popełnił samobójstwo po tym jak przekazał Jankowi informacje o śmierci Leny. Przed śmiercią przeszedł na ortodoksyjny judaizm.
- Gerd von Keller – SS-Standartenführer (pułkownik SS), wiceszef Gestapo w Warszawie, ciężko ranny w akcji odbicia Władka. Zginął uduszony przez współpracownika, Martina Halbego.
- Uwe Rappke – brutalny SS-Scharführer (sierżant SS). Postrach więźniów, torturował m.in. Władka, Rudą, Krzysztofa, Kamila. Zginął z rąk Władka w zamachu na restaurację „Eden”.
- Johann von Relasky – hauptmann (kapitan) Abwehry podający się za podporucznika Tadeusza Kruczka. Zginął z rąk Janka w odcinku „Wieczór w Edenie” (odc. 39) przy próbie ucieczki, postrzeliwszy uprzednio Bronka w ramię.
- Tomasz Krawicz „Krawiec” – kapitan ZWZ, a później major AK. W 1942 dowódca Oddziału do zadań specjalnych (objął dowództwo po „Doktorze”), a w 1944 ponownie stanął na czele oddziału głównych bohaterów. Zginął od wybuchu miny, uciekając przed pościgiem UB. Wraz z nim uciekał Bronek, który uszedł z życiem.
- Jerzy (nazwisko nieznane) „Doktor” – przyjaciel Czesława i Marii, objął dowództwo po Czesławie. Oddelegowany pod komendę ZWZ. W serii V pojawił się epizodycznie (jego rolę grał inny aktor).
- Mieczysław Skotnicki „Rybak” – pułkownik WP, w 1935 roku podczas manewrów w Pińsku poznał Czesława Konarskiego. Więzień NKWD uwolniony ma mocy układu Sikorski- Majski. Dowódca Michała i Władka w 2 korpusie Polskim we Włoszech w 1944 roku. Zrzucony wraz z nimi do Polski w kwietniu 1944. Aresztowany przez sowietów wraz z cichociemnymi odbity w czasie przewozu do ZSRR. Następnie zostaje oddelegowany do KG AK
- Józef Orlicki – pułkownik AK, dowódca Bronka w 1941 roku, potem pułkownik AK w powstaniu warszawskim. W 5 sezonie w 1945 roku pułkownik DSZ aresztowany przez ub, odbity przez głównych bohaterów. Wyjechał do Lublina[potrzebny przypis].
- Zygmunt Brodowicz – pułkownik AK, szef wywiadu i kontrwywiadu ZWZ-AK, dowódca majora Krawca. W 5 sezonie w 1945 roku aresztowany przez ub odbity przez głównych bohaterów. Wyjechał do Lublina[potrzebny przypis].

- Josef Tannenberg – SS-Obersturmbannführer (podpułkownik SS). Szef Gestapo w Krakowie, wysłany do Warszawy w celu prowadzenia śledztwa w sprawie napadu na Reichsbank. Po z urlopowaniu Rainera zostaje szefem Gestapo w Warszawie. Zarówno w Krakowie, jak i w stolicy wprowadził terror mający na celu zniszczyć podziemie. Zginął w odcinku „Wieczór w Edenie” (odc. 39), w zamachu przeprowadzonym przez czwórkę głównych bohaterów.
- Staszek Markiewicz – brat Janka, komunista z ZWW, współpracownik Sorokina. Zginął w odcinku 38.
- Ludwig Fischer – SS-Gruppenführer, gubernator dystryktu warszawskiego.
- Wilhelm Brehm – SS-Hauptsturmführer (kapitan SS), był komisarzem kryminalnym Policji przed dojściem nazistów do władzy, a po 1933 przeniesiony do V departamentu RSHA, lecz mimo zawodu policjanta kryminalnego przeniesiono go do IV departamentu RSHA. Przyjaciel Rainera, prowadzili razem śledztwo w sprawie zdrady Fischera i Stocka. Zastrzelony przez Falkenheima – współpracownika Stocka.
- Ada Lewińska – minister jednego z departamentów UB. Przyjaciółka Kazimierza Koryntowskiego. Przełożona płk Wasilewskiego. W 1946 kochanka i przełożona płk Jabłońskiego. Zna wszystkie dzieła zebrane Stalina na pamięć.
- Kazimierz Korytowski „Zawisza” – studiował medycynę na UW, przedwojenny Komunista z KPP, mąż Heleny, ojciec Wandy. Przyjaciel minister Lewińskiej. Działacz PPR i ZPP, w czasie wojny oficer polityczny w Armii Berlinga. Po konflikcie z majorem Zwonariewem przeniesiony do Szczecina by tworzył tam polską administrację. Fanatyczny antyklerykał.
- Leon Wasilewski – pułkownik UB. Odznaczony Krzyżem Walecznych. Po wojnie miał odszukać dwustu skoczków. Opiekuje się Leną i jej dzieckiem. W bezpośredniej konfrontacji zabił Janka i zginął zastrzelony przez Bronka. Przełożony kpt Karola Ryszkowskiego.
- Leonid Aleksandrowicz Zwonariew „Bocian” – major NKWD. Miał za zadanie odszukać żyjących skoczków. Zginął w odcinku 65. Odznaczony: Orderem Czerwonego Sztandaru, Orderem Czerwonej Gwiazdy, Medalem Za zasługi bojowe.
- Sorokin (w książce Lew Aleksandrowicz Sorokin) – oficer Armii Czerwonej. Miał pomóc w formowaniu komunistycznej partyzantki w Polsce. Zabity przez głównych bohaterów.
- Aleksij Edmundowicz Dykow – major GRU i partyzantki radzieckiej. Z pochodzenia pół-Polak, mówi z charakterystycznym rosyjskim akcentem, jest brutalny i lubi zabijać. Erotoman.
- Lola/Agentka MI-6 – w serii II występuje jako więźniarka na Pawiaku i prostytutka. Kochanka amerykańskiego agenta. Po jego śmierci przejmuje jego obowiązki. W serii IV podaje się jako Karolina Osmańska wdowa po kapitanie artylerii, pracująca na poligonie niemieckim jako sekretarka. Pracuje dla AK, lecz gdy „Ruda” zauważa ją w towarzystwie majora Dykowa, zostaje posądzona o zdradzenie Rosjanom planów przeznaczonych dla Anglików. Zastrzelona przez Władka. Prawda o jej roli (MI-6 kazało jej kontrolować wywiad AK) wyszła dopiero po jej śmierci. Była zaręczona z Michałem.
- Otto Kirchner – niemiecki lekarz, znajomy Marii sprzed wojny. Pojawił się w serii II jako oberleutnant (porucznik) Wehrmachtu. Skierowany do szpitala, gdzie pracuje Maria. Dowiedział się o śmierci swojego syna w Grecji i prosi o skierowanie na Front wschodni. Wraca w serii IV z awansem na stopnień Hauptmanna (kapitan). Polecił Marię do opieki nad matka gubernatora dystryktu warszawskiego. W serii V wrócił z Marią do Polski.
- Ingeborg „Inga” Neumann – niemiecka piosenkarka, przyjaciółka, a zarazem była kochanka Rainera. Zginęła w zamachu Polaków na lokal rozrywkowy „Eden”.
- Woźniak – ceglarz, wciągnięty przez Karola Ryszkowskiego do współpracy z Abwehrą. Następnie zostaje kolaborantem. Po wojnie dzięki Ryszkowskiemu zostaje porucznikiem UB. W 1946 ma żonę Emilię, z którą spodziewa się dziecka. W obawie przed ujawnieniem informacji o dawnej kolaboracji z Niemcami postanawia pomagać Helenie. Jego podwładnym jest sierżant Krupski. Został wydany przez Tolę i aresztowany przez Krupskiego za kolaborację z Gestapo i bandytami.
- Emilia Woźniak – w czasie wojny pracowała dla Rainera, była związana z Karkowskim. Po wojnie żona Woźniaka, spodziewa się z nim dziecka.
- Adam Jabłoński – pułkownik UB. Podwładny i kochanek Ady Lewińskiej. Odznaczony Orderem Krzyża Grunwaldu III klasy.
- Henadź Lebiediew – pułkownik NKWD, nieoficjalny „przełożony” minister Lewińskiej. Z pochodzenia Białorusin. Odznaczony: Order Lenina, Order Czerwonego Sztandaru, Medal jubileuszowy „XX lat Robotniczo-Chłopskiej Armii Czerwonej”, Medal „Za obronę Stalingradu”.
- Wasyl Krupski – brutalny sierżant UB. Podwładny Woźniaka. Odznaczony Brązowym Medalem Zasłużonym na Polu Chwały.
- Ciastoń – agent UB, udawał łącznika DSZ.
- Mayers – sierżant (V seria)/kapitan (VI seria) U.S. Army.
- Prezes Janisz – pułkownik Armii Krajowej, emisariusz emigracyjnej organizacji Polska Niepodległa.
- Antoni Karkowski – vel Andrew Simpson w czasie wojny konfident gestapo, był związany z Emilią. Ginie z rąk głównych bohaterów w 78 odcinku.
- Tola – dostaje przydział mieszkaniowy do Heleny. Oszukuje wszystkich, że jest byłą więźniarką Auschwitz. W akcie zemsty w odcinku 78 wydaje UB Helenę, Wandę i Woźniaka.
- Szewczuk – recepcjonista w Hotelu Royal, agent NKWD.
- „Jeleń” – były partyzant AK, członek oddziału Żołnierzy Wyklętych, zastępca Władka. Ginie z rąk Lebiediewa w 78 odcinku.
- „Okoń” – partyzant w oddziale Władka. Rozstrzelany na rozkaz Woźniaka, by reszta oficerów z UB nie dowiedziała się o pieniądzach.
- „Ryś” – partyzant w oddziale Władka. Zginął podczas próby wzięcia zakładnika w 70 odcinku.
- Johann Blachnitzky (Jan Błaszczyk) – niemiecki fizyk polskiego pochodzenia zajmujący się V2. Po wojnie poszukiwany przez OSS, NKWD, GRU i UB. Aresztowany przez NKWD. Po akcji odbicia popełnia samobójstwo.
- „Strzałka” – partyzant w oddziale Władka.
- Katia Lewińska – zaginiona w czasie wojny córka minister Lewińskiej. Porwana przez głównych bohaterów jako karta przetargowa odbicia „Rudej”.
- Anatolij Siergiejew – rosyjski zwiadowca. Podaje błędne informacje Polakom podczas powstania. Dochodzi do walki z Bronkiem. Wtedy jego żona oddaje kilka strzałów i agent pada na ziemię.
- Marian Suchecki „Wilk” – w wieku 17 lat wstąpił do konspiracji. Podczas powstania uparcie odmawia założenia biało-czerwonej opaski argumentując, że nie zamierza stać się celem dla snajperów. Wchodzi w konflikt z Władkiem. Z początku niezbyt lubiany, zdobywa sobie powszechne uznanie, kiedy wyprowadza oddział z okrążonej barykady. Przez parę godzin był żonaty z Mileną, sanitariuszką ze Śródmieścia, która zginęła od wybuchu podłożonego pod goliat granatu na oczach swojego ukochanego. Ginie zastrzelony przez sowieckich żołnierzy, którzy omyłkowo biorą go za Niemca.
- Heinrich Pabst – major, ratuje życie Celinie, która do złudzenia przypomina mu pewną ważna osobę z jego życia. Nie boi się jawnie krytykować nazistów i mówić o przegranej wojnie. Zostaje zabity przez Celinę.
- Walter Lentz – SS-Hauptsturmführer (kapitan SS). Fanatyk NSDAP, wciąż wierzy w zwycięstwo Niemców.
- Ernst von Hackel – SS-Obergruppenführer und General der Waffen SS, sumiennie wypełniając polecenia z Berlina wydaje rozkaz masowego mordowania ludności cywilnej.
- Bartosz Krzywicki „Mickiewicz” – Wrażliwy, inteligentny chłopak z „dobrego domu”, początkujący autor wierszy. Do oddziału Władka dołącza niedługo przed powstaniem. Nie brał udziału w konspiracji. Paraliżuje go strach, który znika dopiero pod wpływem nagłego uczucia do „Zosi”, łączniczki. Zostaje postrzelony podczas odbicia więźniów z Gęsiówki, gdzie ginie na miejscu, dzień przed swoimi 16. urodzinami.
- Kamil Krawicz „Bambo” – syn „Krawca”, walczy w oddziale Władka. Zastrzelony przez Antoniego Karkowskiego. Jego konspiracyjny pseudonim pochodzi od słynnego wiersza Juliana Tuwima.
- Irena – siostra „Apacza”, ma 16 lat. Razem z bratem opiekują się sobą nawzajem. Ginie podczas przeprawy na praską stronę Wisły.
- „Zosia” – szkolona na sanitariuszkę, ignoruje uczucia „Mickiewicza”, natomiast od pierwszego wejrzenia zakochuje się w „Apaczu”, który odrzuca jej awanse. Powstanie sprawiło, że z niewinnej dziewczynki stała się dojrzałą kobietą. Ginie zastrzelona przez snajpera.
- Halszka – dawna przyjaciółka Michała. Pracuje przy radiostacji „Błyskawica”.
- „Adam” – przedwojenny wicemistrz juniorów w pięcioboju. W czasie okupacji trenował i uczestniczył w podziemnych zawodach. „Adam” staje się najbardziej ofiarnym członkiem oddziału. Kule wydają się go omijać, zyskuje sobie reputację nieśmiertelnego. W powstaniu odnajduje ojca, z którym od lat nie miał kontaktu. Gdy jego ojciec pomaga oddziałowi, w którym służy Adam idzie na zwiad. Niemcy go przejmują, oblewają benzyną i podpalają. Aby oszczędzić mu cierpień Władek zabija go kulą ze swojego karabinu. Następnie na wieść o kapitulacji popełnia samobójstwo.
- „Apacz” – jego ojciec zginął na początku wojny na jego oczach, traktuje początkowo powstanie jak wielką przygodę, ale z czasem dojrzewa i poważnieje, staje się też bardzo opiekuńczy wobec młodszej siostry, Irenki, która wbrew jego woli idzie do powstania jako sanitariuszka. Początkowo „Apacz” odrzuca miłość łączniczki „Zosi”. Dopiero w chwili śmierci dziewczyny wyznaje jej miłość. Ginie podczas przeprawy na praską stronę Wisły.
- „Twardy” – powstaniec. Jego ojciec uratował Wandę z ruin zbombardowanego szpitala. Był zaręczony z Elizą, która zginęła od wybuchu bomby. Pomógł Wandzie przedostać się do oddziału Bronka, tłumiąc uczucie do niej. Gdy dowiedział się, że jest z nim zaręczona, zrezygnował ze swoich starań. Ciężko postrzelony przez Niemców podczas odcinania kabla od goliata. Umiera na oczach Wandy.
- Milena – sanitariuszka ze Śródmieścia. Narzeczona „Wilka”. Została przeniesiona do oddziału „Krawca” i wzięła ślub z ukochanym. Zginęła kilka godzin później od wybuchu granatu, który podłożył pod goliat jej mąż.

Źródło:.

## Produkcja
Pierwotnie serial nosił roboczy tytuł Cichociemni. Polscy żołnierze w kontekście sposobu przybycia do Polski w czasie wojny są określani jako „spadochroniarze” bądź „skoczkowie”. Określenie „Cichociemni” w fabule serialu pojawia się po raz pierwszy w odcinku pt. „Zawisza”, ukazującym wydarzenia po kapitulacji hitlerowskich Niemiec. Każdy odcinek serialu zawiera wplecione krótkie fragmenty z czarno-białych taśm dokumentalnych względnie fotografii, powstałych w czasie odnoszącym się do czasu i miejsca akcji danego odcinka. Są to urywki ukazujące autentyczne realia Warszawy i obrazujące dany kontekst fabuły.
Incydentalnie śmierć serialowych postaci bądź zmiana aktorów grających role spowodowane były decyzjami aktorów. Stało się tak w przypadku uśmierconych postaci: w odc. 13 Czesława Konarskiego (Jan Englert) i w odc. 65 Janka Markiewicza (Antoni Pawlicki, który sam zasugerował śmierć bohatera) oraz zmiany aktorki wcielającej się w postać Wandy Ryszkowskiej (Maja Ostaszewska w I sezonie, Magdalena Różczka od II sezonu).

## Muzyka
Autorem muzyki do serialu jest Bartosz Chajdecki. Została ona bardzo dobrze przyjęta przez widzów oraz krytyków. 29 listopada 2010 roku w sklepach rozpoczęła się sprzedaż płyt CD z muzyką do serialu wydanych przez Polskie Radio. Za pracę przy Czasie honoru Chajdecki został nominowany do nagród IFMCA (Międzynarodowe Stowarzyszenie Krytyków Muzyki Filmowej) za najlepszą muzykę do serialu telewizyjnego. Muzyka do serialu została przez niego zaprezentowana na żywo podczas 4. Festiwalu Muzyki Filmowej w Krakowie, który odbył się w dniach 19–22 maja.
Z kilku godzin nagrań, które powstały na potrzeby serialu, kompozytor wybrał około godziny muzyki. Utwory z pierwszych trzech części „Czasu honoru” znalazły się na płycie, wydanej przez Polskie Radio.

## Krytyka
Przemysław Witkowski zarzucił twórcom Czasu honoru szereg manipulacji historycznych i przeinaczeń. Zdaniem Witkowskiego bohaterowie serialu wywodzą się przeważnie z arystokratycznych, ziemiańskich lub inteligenckich środowisk, są idealizowani jako ludzie bez skazy, nie mają żadnych rozterek w starciu z Niemcami oraz komunistami. Zupełnie w serialu pomijana jest rola klas niższych w oporze przeciwko nazistom: „Chłopi w serialu to wiejskie cwaniaczki, zarabiające na produkcji żywności dla wygłodniałej stolicy, złodzieje złota Cichociemnych”. Komuniści zaś urastają do roli sadystów „gorszych od Niemców”, choć statystycznie znacznie więcej Polaków zginęło podczas terroru hitlerowskiego aniżeli komunistycznego. Nade wszystko według Witkowskiego w Czasie honoru pojawiają się antysemickie wątki; z wyjątkiem zasymilowanej rodziny Sajkowskich większość Żydów „nie zna honoru, okrada, oszukuje i donosi na swoich, nie ma w nich ducha walki i bohaterstwa. Judenrat to skorumpowana i nieuczciwa instytucja”, a gang szmalcowników „w 50% jest żydowski”.

## Oglądalność
Serial emitowany był w Telewizji Polskiej, gdzie cieszył się dużą oglądalnością. Licencje do emisji serialu zakupiły również Włochy, Chiny, Czarnogóra oraz Szkocja. Prawa do emisji serialu kupiła też telewizja litewska LRT Televizija, która rozpoczęła emisję serialu na Litwie od czerwca 2015 roku.
| Numer serii | Średnia oglądalność |
| ----------- | ------------------- |
| I           | 2 861 265           |
| II          | 2 595 919           |
| III         | 2 444 128           |
| IV          | 2 176 058           |
| V           | 2 517 522           |
| VI          | 2 119 577           |
| VII         | 1 259 062           |

## Odniesienia w kulturze masowej
- Główny motyw muzyczny z czołówki serialu został wykorzystany w utworze „Czas honoru” na minialbumie rapera Tede pt. A/H24N2 (2009).
- Jarosław Sokół, współscenarzysta serialu telewizyjnego, jest autorem książki „Czas honoru” (2011), „Czas honoru.Przed «Burzą»” (2012), „Czas honoru. Pożegnanie z Warszawą” (2013)[30].

## Nagrody
- 2010: Platinum Award (WorldFest Independent Film Festival, Houston)[31]
- 2010: Srebrny Medal w kategorii: akcja (New York Festivals, Nowy Jork)[32]
- 2011: Nagroda „Transatlantyk Oceans Award” dla Bartosza Chajdeckiego, młodego kompozytora za najciekawszą muzykę filmową roku, Międzynarodowy Festiwal Filmu i Muzyki „Transatlantyk”, Poznań[33]
- Telekamery 2012: Nagroda w kategorii Najlepszy Serial
- Telekamery 2013: Nagroda w kategorii Najlepszy Serial tygodniowy[34]
- Telekamery 2014: Nagroda w kategorii Najlepszy Serial
- 2013: Nagroda „Strażnik Pamięci” – wyróżnienie przyznawane przez tygodnik Do Rzeczy (w kategorii „Twórca”)[35][36]
- 2013: Nagroda Bestsellery Empiku 2013 w kategorii najlepiej sprzedającego się filmu w sieci Empik – otrzymał ją V sezon serialu
- Serial otrzymał również nagrodę czytelników magazynu „Tele Tydzień”